# Уилсон, Том (хоккеист)
Томас Уилсон (англ. Tomas Wilson; род. 29 марта 1994, Торонто) — канадский хоккеист, правый нападающий клуба НХЛ «Вашингтон Кэпиталз». Обладатель Кубка Стэнли 2018 года в составе «Вашингтон Кэпиталз». Отличается силовой манерой игры. Лидирует среди всех действующих хоккеистов НХЛ по штрафным минутам за карьеру.

## Карьера

### Ранние годы
Начинал играть в хоккей в Юниорской хоккейной лиге Онтарио за «Торонто Канадиенс». Позднее он выступал в Хоккейной лиге Онтарио за «Плимут Уэйлерз» и за три сезона в этой команде увеличил свои показатели результативности в 3 раза.
В 2012 году Том принимал участие в матче среди лучших перспективных игроков Канадской хоккейной лиги.

### «Вашингтон Кэпиталз»
Был выбран клубом «Вашингтон Кэпиталз» на драфте НХЛ 2012 года в первом раунде под общим 16-м номером. В июле 2012 года он подписал с клубом 3-летний контракт новичка на сумму $ 832 500 тыс.
10 мая 2013 года состоялся его дебют в НХЛ в пятой игре плей-офф против «Нью-Йорк Рейнджерс».
5 ноября 2013 года Том забил свой первый гол в НХЛ в ворота «Нью-Йорк Айлендерс».
Начало регулярного чемпионата НХЛ 2014/15 Уилсон пропустил из-за перелома лодыжки, после чего выходил на лёд в двух матчах в составе фарм-клуба «Херши Беарс» и вскоре вернулся в «Кэпиталз».
За регулярный сезон 2014/15 в НХЛ набрал 17 (4+13) очков в 67 матчах.
В марте 2015 года Уилсон был оштрафован на $ 2 тыс. за симуляцию в матче против «Миннесоты Уайлд». Ранее игрок уже получал предупреждение от департамента по хоккейным операциям НХЛ после аналогичного инцидента в игре против «Торонто Мейпл Лифс».
30 июня 2016 года подписал с «Вашингтоном» 2-летний контракт на сумму $ 4 млн.
До сезона 2017/18 в основном выходил на лёд в составе четвёртого звена и отличался главным образом силовыми действиями. В сезоне 2017/18 тренер «Вашингтона» Барри Троц перевёл Уилсона в первое звено, в котором он стал играть на правом краю вместе с Александром Овечкиным и Евгением Кузнецовым. В регулярном чемпионате Том набрал рекордные для себя 35 очков (14+21) и показатель полезности +10. В плей-офф набрал 15 очков (5+10) и вместе с «Вашингтоном» завоевал Кубок Стэнли.
27 июля 2018 года Уилсон подписал шестилетний контракт с «Кэпиталз» на общую сумму $ 31 млн.

### Международная карьера
В 2011 году в составе сборной Канады принимал участие в чемпионате мира среди юниоров до 17 лет и выиграл с командой Мемориал Глинки.
В 2012 году с юниорской сборной Канады участвовал в Суперсерии.

## Статистика
| Легенда | Легенда                    | Легенда | Легенда                   | Легенда | Легенда    |
| ------- | -------------------------- | ------- | ------------------------- | ------- | ---------- |
| И       | Количество проведённых игр | Штр     | Штрафное время            | +/−     | Плюс-минус |
| Г       | Голы                       | П       | Голевые передачи          | О       | Очки       |
| -       | Статистика неизвестна      | —       | Статистика не учитывалась |         |            |